# پرواز ۱۱۰۳ هواپیمایی لیبی
پرواز ۱۱۰۳ هواپیمایی لیبین عرب یک هواپیمای بویینگ ۷۲۷ با ۱۰ خدمه و ۱۴۷ مسافر بود که در ۲۲ دسامبر ۱۹۹۲ با یک جنگنده میگ ۲۳ برخورد کرد و تمام ۱۵۷ سرنشین پرواز ۱۱۰۳ کشته شدند. 
این حادثه‌ی مرگ‌بار در آسمان لیبی اتفاق افتاد. 

## شرح حادثه
در ۲۲ دسامبر ۱۹۹۲، پرواز ۱۱۰۳ فرودگاه بین‌المللی بنینه را در نزدیکی بنغازی به مقصد فرودگاه بین‌المللی طرابلس ترک کرد و در حالی که این هواپیمای بویینگ ۷۲۷ در ارتفاع ۳٬۵۰۰ فوت (۱٬۰۷۰ متر) در حال نزدیک‌شدن و کم‌کردن ارتفاع برای فرود در فرودگاه طرابلس بود با یک جنگنده میگ ۲۳ برخورد کرد. در این حادثه ۱۵۷ مسافر و خدمه‌ی هواپیمای مسافربری کشته شدند اما دو خلبان جنگنده، پیش از برخورد توانستند از هواپیما اجکت کنند و از این حادثه جان سالم به در بردند. 

## پیامدها
در گزارش‌های رسمی علت برخورد را خطای خلبان و مربی میگ ۲۳ عنوان کردند و این دو نفر زندانی شدند. اما یک تیم ارزیابی هوایی، نقص فنی را به عنوان علت حادثه بیان کرد. 

## یادبود
نخستین یادبود این حادثه در نزدیکی طرابلس، لیبی در سال ۲۰۱۲ برگزار شد.  در این مراسم جمعی از خانواده‌های قربانیان و سیاستمداران حضور داشتند. 